# Верду, Жоан
Жоа́н Верду́ Ферна́ндес (исп. Joan Verdú Fernández; род. 5 мая 1983 года в Барселоне) — испанский футболист, полузащитник.

## Клубная карьера
Жоан начинал свою карьеру в скромной команде «Ангера», а в 1998 году присоединился к «Барселоне». Он играл в основном за третью и вторую команды. Его дебют за «Барселону» состоялся 7 декабря 2004 года в матче против донецкого «Шахтёра». В 2006 году Жоан перебрался в «Депортиво Ла-Корунья», где был игроком основы на протяжении трёх сезонов. В 2009 году Жоан подписал четырёхлетний контракт с «Эспаньолом». В составе этого клуба он провёл 144 матча и забил 23 гола. Летом 2013 года Жоан перешёл в «Реал Бетис».
С лета 2016 года игрок был свободным агентом, пока его не подписал зимой 2017 года китайский клуб «Циндао Хайню».

## Карьера в сборной
Жоан в 2002 году провёл два матча за молодёжную сборную Испании до 20 лет. С 2006 года он играет за сборную Каталонии.

## Достижения
- Чемпион Испании (1): 2004/05